# Стовбине
Сто́вбине —  село в Україні, в Миргородській міській громаді Миргородського району Полтавської області. Населення становить 269 осіб. Колишній орган місцевого самоврядування — Дібрівська сільська рада.

## Географія
Село Стовбине знаходиться на відстані 0,5 км від села Показове. По селу протікає пересихаюча річечка з загатами.

## Економіка
- Молочно-товарна ферма.

## Відомі люди
- Ян Квілінський (1989—2024) — український квітникар, громадський діяч, військовослужбовець.